# .so
.so és el domini de primer nivell territorial (ccTLD) per a Somàlia. Després d'una llarga absència, el domini .so va ser rellançat oficialment l'1 de novembre de 2010 per .SO Registry, que està regulat pel Ministeri de Correus i Telecomunicacions del país.